# Drahtbesen
Als Drahtbesen werden folgende Putzgeräte bezeichnet:
- Straßenbesen mit Borsten aus dünnem Stahl- oder Messingdraht (ähnlich der Drahtbürste). Er wird meist zum Entfernen von hartnäckigen Verschmutzungen auf Straßen, Beton und Steinen benutzt.
- Besen zum Zusammenfegen von Gartenabfällen mit flexiblen Metalldrähten.

## Weblink
- Drahtbesen bei duden.de